# Berosus pantherinus
Berosus pantherinus är en skalbaggsart som beskrevs av Leconte 1855. Berosus pantherinus ingår i släktet Berosus och familjen palpbaggar. Inga underarter finns listade i Catalogue of Life.